# Chris Larkin
Chris Larkin, właśc. Christopher Stephens (ur. 19 czerwca 1967 w Londynie) – brytyjski aktor filmowy i telewizyjny. Syn Maggie Smith i Roberta Stephensa, starszy brat Toby'ego Stephensa.
Pseudonim artystyczny przyjął na cześć poety Philipa Larkina. Kształcił się w stołecznej szkole artystycznej London Academy of Music and Dramatic Art (LAMDA). Karierę aktorską rozpoczął w pierwszej połowie lat 90. Zajął się głównie grą w serialach telewizyjnych. Zaczął też otrzymywać role filmowe. Wystąpił m.in. jako kapitan Howard w produkcji Pan i władca: Na krańcu świata oraz jako Hermann Göring w filmie telewizyjnym Hitler: Narodziny zła.

## Wybrana filmografia
- 1995: Anioły i owady
- 1996: Jane Eyre
- 2002: Shackleton
- 2003: Hitler: Narodziny zła
- 2003: Pan i władca: Na krańcu świata
- 2007: Doktor Who
- 2008: Agatha Christie: Panna Marple
- 2008: Walkiria